# Diane Dodds
Diane Jean Dodds, née le 16 août 1958 à Rathfriland, est une femme politique britannique, membre du Parti unioniste démocrate (DUP). Elle est députée européenne, représentant l'Irlande du Nord, de 2009 à 2020 et membre de l'exécutif nord-irlandais de 2020 à 2021.

## Biographie
Née dans une famille de fermiers, elle fait ses études à la Banbridge Academy (en) puis à l'université Queen's de Belfast. Elle enseigne l'histoire et l'anglais à Lisburn.
Elle est élue en 2003 à l'Assemblée d'Irlande du Nord pour représenter Belfast Ouest. Elle est active au sein du conseil municipal de Belfast dans lequel elle tient la fonction de Whip en chef des 14 conseillers du groupe du DUP.
Élue en 2009 au Parlement européen puis réélue en 2014 et en 2019, elle y siège parmi les non-inscrits. Elle est par ailleurs membre de la commission de l'agriculture et du développement rural et de la délégation pour les relations avec Israël. Elle cesse de siéger à partir du 31 janvier 2020, date à laquelle son pays quitte l'Union européenne.
Le 11 janvier 2020, elle est nommée ministre de l'Économie dans l'exécutif nord-irlandais. Elle quitte cette fonction le 14 juin 2021.
Elle est l'épouse de Nigel Dodds, également membre du DUP, élu à l'Assemblée d'Irlande du Nord et ancien membre de l'exécutif d'Irlande du Nord.